# Lei Fumin
Lei Fumin (chinesisch 雷富民, Pinyin Léi Fùmín; * Februar 1965 in Weinan, Shaanxi) ist ein chinesischer Ornithologe.

## Leben
Lei schrieb sich 1983 an der Shaanxi Normal University (陕西师范大学) ein, wo er 1987 den Bachelor-Abschluss in Biologie erwarb. Von 1987 bis 1990 absolvierte er unter der Leitung von Tingzheng Wang und Rongsheng Fang ein Master-Studium an derselben Universität. Ab 1991 folgte ein Doktoratsstudium am Institut für Zoologie der Chinesischen Akademie der Wissenschaften, wo er 1994 unter der Leitung von Zheng Zuoxin promovierte wurde. Von 1998 bis 2000 absolvierte er seine Postdoc-Phase unter der Leitung von Robert B. Payne als Stipendiat an der University of Michigan. Ferner war er Gastprofessor an der University of Washington und der California Academy of Sciences.
Lei war von 1994 bis 1996 Lehrbeauftragter und von 1996 bis 2000 außerordentlicher Professor am Institut für Zoologie der Chinesischen Akademie der Wissenschaften. Seit dem Jahr 2000 ist er dort ordentlicher Professor, stellvertretender Direktor des State Key Laboratory (國家重點實驗室) für Evolution und Systematik der Tiere im Institut für Zoologie der Chinesischen Akademie der Wissenschaften und Leiter der Forschungsgruppe Ornithologie.
Lei widmet sich der Phylogenie und Biogeographie von Vögeln. Zu seinen Forschungsschwerpunkten zählen auch die Rückverfolgbarkeit von Influenza-Viren bei Vögeln und die Ökologie von Krankheitserregern. Ferner erforscht er die Entstehungs- und Erhaltungsmechanismen des Endemismus bei Vögeln, die Diversitätsbiogeografie, die Mechanismen der Differenzierung von Vogelabstammungslinien und die Entstehung neuer Arten. Ein weiterer Forschungsbereich umfasst die vergleichende Genomik und die adaptiven Evolutionsmechanismen von Vögeln in Reaktion auf Umweltveränderungen.
Lei leitete Dutzende von Forschungsprojekten des Ministeriums für Wissenschaft und Technologie, Großprojekte und Schlüsselprojekte der Chinesischen Akademie der Wissenschaften, den Fonds des Vorsitzenden der Chinesischen Akademie der Wissenschaften, Schlüsselprojekte und Projekte der oberen Ebene der Nationale Stiftung für Naturwissenschaften und den Leistungsfonds für aus Übersee zurückgekehrten Wissenschaftlerinnen und Wissenschaftler der Staatlichen Bildungskommission.
Lei hat mehrere Bücher und Buchkapitel sowie rund 339 wissenschaftliche Beiträge veröffentlicht, darunter in den Zeitschriften Science, The Lancet, Journal of Virology, National Science Review, PNAS, Nature Communications, Molecular Biology and Evolution, Molecular Ecology, Avian Research, Global Ecology and Biogeography, Diversity and Distributions, Journal of Biogeography, Current Zoology, Journal of Ornithology, Zoological Systematics, Integrative Zoology und anderen wissenschaftlichen Zeitschriften, die im Science Citation Index (SCI) gelistet sind.
2003 wirkte Lei neben Helen F. James, Storrs L. Olson, Beth Slikas und Frank B. Gill an einer Studie mit, in der der ehemals als Höhlenhäher bezeichnete Rabenvogel als Meisenart identifiziert wurde und den neuen Trivialnamen Tibetmeise (Pseudopodoces humilis) erhielt. 2015 gehörte Lei zum Erstbeschreiberteam des Sichuanschwirls (Locustella chengi) und 2016 der Walderddrossel (Zoothera salimalii).
Lei ist seit 1990 mit der chinesischen Insektenkundlerin Gexia Qiao (* 1966) verheiratet.

## Mitgliedschaften
Von 2001 bis 2019 war Lei Mitglied im Wissenschaftlichem Ausschuss für seltene und gefährdete Arten in China. Ab 2005 war er Vizepräsident und seit 2017 ist er Präsident der Chinesischen Ornithologischen Gesellschaft. 2012 wurde er Ehrenmitglied der American Ornithologists’ Union (AOU, heute American Ornithological Society). Seit 2020 ist er Vizepräsident und Generalsekretär der China Biogeographical Society.
Lei ist darüber hinaus Leiter des Global Owl Project (GOP) in China, Mitglied der World Innovation Foundation (WIF) und Mitglied internationaler Organisationen wie dem Oriental Bird Club, der IUCN/Species Survival Commission, der World Working Group on Birds of Prey and Owls und des Asian Raptor Research and Conservation Network. Er ist zudem Mitglied des Redaktionsausschusses des Journal of Zoology und des Journal of Animal Classification sowie stellvertretender Direktor des Verwaltungsausschusses des Nationalen Zoologischen Museums des Instituts für Zoologie.
Lei wurde auf dem 22. International Ornithological Congress, der 1998 in Südafrika stattfand, zum Mitglied des International Ornithological Committee gewählt. 2014 wurde er zum Vizepräsidenten der International Ornithologists’ Union (IOU) gewählt. 2016 wurde er Vorsitzender der Asian Ornithological Working Group der IOU. 2022 wurde er als Nachfolger von Dominique G. Homberger zum Präsidenten des im Oktober 2026 in Campeche, Mexiko stattfindenden 29. International Ornithological Congress gewählt.